# Middelnederlands kookboek

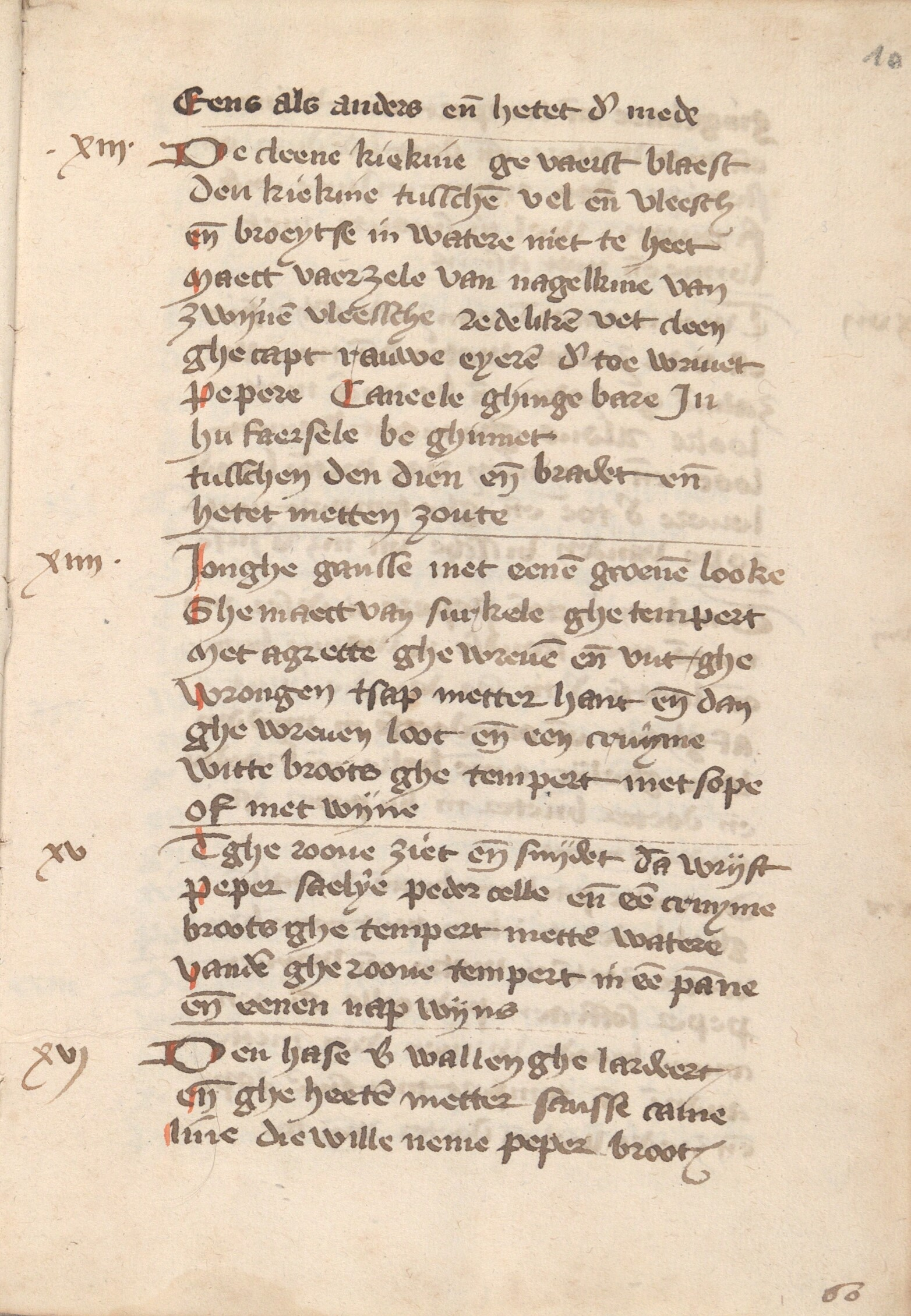
Fragment uit het enige overgeleverde Middelnederlandse kookboek. Vervaardigd in de Nederlanden, laatste kwart van de 15de eeuw.

Het enige Middelnederlands kookboek dat op heden bekend is, is het handschrift 1035 dat bewaard is in de Universiteitsbibliotheek Gent. Het manuscript werd vervaardigd in het laatste kwart van de vijftiende eeuw in de Nederlanden.

## Middelnederlands manuscript
Het enige Middelnederlandse kookboek dat op heden bekend is en uitgegeven werd, is als Hs. 1035 bewaard in de Gentse Universiteitsbibliotheek. Het is in feite slechts een fragment van een eens veel uitvoeriger manuscript. Naar het schrift te oordelen dateert het uit de vijftiende eeuw. In het bewaarde fragment kan men twee delen onderscheiden. Het eerste begint met de woorden Desen bouc leert wel ende edelike spijse te bereedene tetene also hier naer volcht, en omvat vijfentwintig recepten. Hierop volgt de fruture inde vastene met slechts acht recepten. In totaal omvat dit deel dus drieëndertig recepten, zoals blijkt uit een inhoudsoverzicht waarmee dit deel ook besluit. Het tweede deel heeft geen titel; het omvat negenentwintig recepten met op het einde eveneens een inhoudstafel.

## Ontwikkeling van de kookboeken
Tot in het verste verleden kan men nagaan hoe de mens zich steeds heeft ingespannen om de voedingsmiddelen, die hij in de natuur zocht, op allerlei manieren aangenaam, smaakvoller, of eenvoudig genietbaar te maken. Het is heel natuurlijk dat voor de bereiding van spijzen bepaalde regels en recepten ontstonden die van generatie tot generatie werden overgeleverd. In de loop van deze overlevering, die men zich in de eerste plaats als een mondeling doorgeven dient voor te stellen, werden allerlei wijzigingen en varianten proefondervindelijk ontdekt. Ook door contacten met andere culturen of volkeren werden aan de eigen keukentradities nieuwe stoffen, bereidingswijzen en smaken toegevoegd.
Het is opvallend dat, niettegenstaande de overdadige en sterk gevarieerde festijnen waarvoor het herfsttij van de middeleeuwen zo bekend is, men over slechts weinig geschreven kookboeken uit die tijd beschikt. Eeuwenlang werden bepaalde procédés duidelijk alleen mondeling overgeleverd. Een moeder geeft haar kunnen door aan haar dochter, de koksjongen leert de geheimen van het vak bij de meesterkok. Zo is het eeuwen lang geweest en ook nu nog zijn er familierecepten die sinds vele generaties in een bepaalde familie bekend zijn, maar die men slechts zeer ongaarne aan buitenstaanders verklapt. Zoals bij andere beroepen poogden de koks bovendien hun geheimen zoveel mogelijk voor ruimere bekendheid te vrijwaren. Ook met deze factor dient men rekening te houden bij het beoordelen van de technische kwaliteit van de recepten die wel schriftelijk tot ons zijn gekomen. Bepaalde details werden soms opzettelijk weggelaten, bijvoorbeeld de aangifte van de juiste mengverhouding van de ingrediënten, of de precieze duur van het koken of braden van een bepaalde spijs.
Uit de Griekse oudheid zijn wel tientallen namen bekend van auteurs die over de kookkunst geschreven hebben, doch van hun werk zelf zijn slechts een paar fragmenten tot ons gekomen. Het enige kookboek dat uit de oudheid volledig is bewaard gebleven, wordt toegeschreven aan Marcus Gavius Apicius, een tijdgenoot van keizer Tiberius (1e eeuw na Chr.). Het is in het Latijn geschreven en werd in de loop der tijden herhaaldelijk bewerkt. Uit de middeleeuwen stamt het beroemde Franse kookboek, de Viandier van Guillaume Tirel, bijgenaamd Taillevent. Het dateert uit de late veertiende eeuw. Uit het Duits taalgebied is het oudste kookboek het anonieme Buch von guter spise, dat in de eerste helft van de veertiende eeuw werd geschreven.